# 朝日村有線テレビ
朝日村有線テレビ（あさひむらゆうせんテレビ）は、長野県東筑摩郡朝日村が運営しているケーブルテレビ局であった。
インターネットサービスはテレビ松本ケーブルビジョンによる提供であった。デジタル化に伴ってテレビ松本ケーブルビジョンへと譲渡された。

## サービスエリア
- 長野県東筑摩郡朝日村

## 主な放送チャンネル

### テレビ局
- デジタルSTBはテレビ松本ケーブルビジョン参照

| アナログ | デジタル  | 放送局             |
| -------- | --------- | ------------------ |
| 1        |           | NHKBS1             |
| 2        |           | グリーンチャンネル |
| 3        | TV021-023 | NHK長野教育        |
| 4        |           | NHKBS2             |
| 5        | TV011-012 | NHK長野総合        |
| 6        | TV041-042 | テレビ信州         |
| 8        | TV061-062 | 信越放送           |
| 9        |           | 文字放送、気象情報 |
| 10       |           | 自主放送           |
| 11       | TV051-052 | 長野朝日放送       |
| 12       | TV081-082 | 長野放送           |

※地上デジタル放送は周波数変換パススルー方式であるため、周波数変換パススルー方式に対応した地上波デジタル対応テレビであれば視聴可能